# Séminaire protestant
Un séminaire protestant est un établissement d'enseignement supérieur protestant pour la formation des pasteurs. 
Les Églises protestantes historiques (multitudinistes), telles les Églises luthériennes et les Églises réformées (calvinistes ou zwingliennes) y forment ainsi les missionnaires, les pasteurs, les diacres et les chantres.
Certains séminaires sont reconnus comme des Facultés universitaire de théologie.

## Contexte
Les études universitaires de théologie mettent l'accent sur la connaissance des doctrines et sont peu orientées vers la pratique confessionnelle. En Allemagne, par exemple, l’État n'assure aucun enseignement tourné vers la prêtrise et le titre de théologien n'est pas protégé, quoiqu'il existe des diplômes de théologie. Les séminaires sont, eux, des établissements destinés à former les pasteurs.
Presque partout dans le monde, les séminaires sont soit autonomes financièrement, soit gérés par des Églises. En Europe centrale, plusieurs congrégations dispensent leur formation, en partie théologique, grâce à des conventions entre églises ou avec l’État. La formation théorique est toujours complétée par des stages, sous l'égide d'un pasteur ou d'un collège de pasteurs.